# Polyura fallacides
Polyura fallacides är en fjärilsart som beskrevs av Hans Fruhstorfer 1895. Polyura fallacides ingår i släktet Polyura och familjen praktfjärilar. Inga underarter finns listade i Catalogue of Life.